# Antioch (Ohio)
Pour les articles homonymes, voir Antioch.
Le village d'Antioch est situé dans le comté de Monroe, dans l’État de l'Ohio. Lors du recensement de 2010, sa population s’élevait à 86 habitants. Sa superficie totale est de 0,28 km2.

## Source
- (en) Cet article est partiellement ou en totalité issu de l’article de Wikipédia en anglais intitulé « Antioch, Ohio » (voir la liste des auteurs).